# فرودگاه بیرا
فرودگاه بیرا (به انگلیسی: Beira Airport) یک فرودگاه همگانی با کد یاتا BEW است که یک باند فرود آسفالت دارد و طول باند آن ۲۳۶۲ متر است. این فرودگاه در کشور موزامبیک قرار دارد و در ارتفاع ۸ متری از سطح دریا واقع شده‌است.

## شرکت‌های هواپیمایی و مقصدهای پروازی
| شرکت‌های هواپیمایی       | مقصدهای پروازی |
| ----------------------- | -------------- |
| LAM Mozambique Airlines | بیرا، ماپوتو   |